# Connoisseur
Connoisseur är ett svenskt livsstilsmagasin med inriktning på lyxkonsumtion som distribueras gratis till personer i Sverige med hög inkomst. 2025 är gränsen deklarerad inkomst om minst 2,6 miljoner kronor, där inkomst av tjänst samt inkomst av kapital räknas samman. Utgivningen finansieras med annonsintäkter från företag som marknadsför lyxprodukter.
Connoisseur har getts ut sedan 1998, och gavs ursprungligen ut dels till personer med hög deklarerad inkomst och dels till personer med hög deklarerad nettoförmögenhet. 2008 tillämpades gränsen 1,1 miljoner kronor i inkomst eller 5 miljoner i förmögenhet, och ungefär 25 procent av upplagan distribuerades till personer som enbart uppfyllde förmögenhetsgränsen. Efter att förmögenhetsskatten avskaffades i Sverige 1 januari 2007 upphörde möjligheten att få ut förmögenhetsuppgifter från Skatteverket. 2008 erbjöds därför befintliga mottagare med hög förmögenhet, men inkomst under 1,1 miljoner, att fortsätta få magasinet hemskickat.
Initiativtagare till magasinet var Susanne Ytterskog, som bedömde att det under 1990-talet blivit mer accepterat med hög inkomst och lyxkonsumtion i Sverige och som bland annat hämtade inspiration från en tidning för boende på Madison Avenue i New York. Ytterskog är verkställande direktör för företaget Connoisseur International AB som sedan 2002 står för utgivningen av Connoisseur. Redaktionen finns i Sickla i Nacka kommun.
Inkomstgränsen har successivt höjts under åren för att anpassa läsekretsen och utgåvans storlek till annonsörernas målgrupp, vilket ofta har varit knappt 0,5 procent av den vuxna befolkningen. Vid grundandet 1998 var inkomstgränsen 750 000 kronor och förmögenhetsgränsen 5 miljoner. 2010 var inkomstgränsen 1,2 miljoner kronor. 2015 höjdes inkomstgränsen till 1,5 miljoner kronor. 2018 var inkomstgränsen 1,9 miljoner kronor och 2019 höjdes gränsen till 2,0 miljoner kronor.
Connoisseur genomför också olika evenemang för läsekretsen, bland annat en årlig bilmässa med lyxbilar som inledningsvis hölls vid Rosersbergs slott men senare flyttade till Steninge slott.
Connoisseur har en upplaga om ca 31 500 ex under vår-, sommar- och höstnumret och är RS-kontrollerat. Magasinet har ca 50 000 läsare enligt SIFO 2016.[källa behövs] Årets fjärde nummer som ges ut i december kallas Connoisseur Exclusive och ges ut i en mindre upplaga om 15 000 exemplar till dem med allra högst inkomst i Sverige, vilket innebär att en högre inkomstgräns tillämpas för detta nummer än för den övriga utgivningen.

## Chefredaktörer
- Peder Lamm, 2006[12] till 2011[13]
- Peter Lilliehöök, 2011 till 2012[14]